# 'Ot 'n' Sweaty
Ot 'n' Sweaty är Cactus fjärde studioalbum, utgivet 1972.

## Låtlista
| Nr | Titel                                                                      | Längd |
| -- | -------------------------------------------------------------------------- | ----- |
| 1. | Swim (Appice, Bogert, Day, McCarty)                                        | 4:42  |
| 2. | Bad Mother Boogie (Appice, Bogert, French, Fritzchings, Hitchings)         | 5:21  |
| 3. | Our Lil Rock-n-Roll Thing (Appice, Bogert, French, Fritzchings, Hitchings) | 7:01  |
| 4. | Bad Stuff (French, Johnson)                                                | 3:11  |
| 5. | Bringing Me Down (Appice, Bogert, French, Fritzchings, Hitchings)          | 5:25  |
| 6. | Bedroom Mazurka (French, Hitchings)                                        | 4:38  |
| 7. | Telling You (French, Hitchings)                                            | 5:09  |
| 8. | Underneath The Arches (Connelly, Flanagan, McCarty)                        | 0:26  |

## Medverkande musiker
- Carmine Appice – slagverk, trummor, Bakgrundssång
- Tim Bogert – bas, bakgrundssång
- Werner Fritzsching – gitarr
- Peter French – sång
- Duane Hitchings – orgel, piano, elpiano, keyboards